# Vic Tayback
Vic Tayback, all'anagrafe Victor Eugene Tayback (New York, 6 gennaio 1930 – Glendale, 25 maggio 1990), è stato un attore statunitense.

## Biografia
Figlio di Najeeb James Tayback e di Helen Hanood, ambedue immigrati siriani originari di Aleppo, durante gli anni della sua adolescenza si trasferì con la famiglia a Burbank, in California, dove frequentò la locale Burbank High School.
Caratterista con diverse apparizioni sul piccolo e grande schermo, e vincitore di due Golden Globe, Tayback iniziò la carriera di attore a metà degli anni cinquanta, partecipando in veste di guest star a diverse serie tv. Nel 1962 passò anche al cinema, con il film Cinque settimane in pallone, ispirato al romanzo di Jules Verne. La sua interpretazione più famosa è probabilmente quella di Mel Sharples nel film Alice non abita più qui (1974) di Martin Scorsese, ruolo che mantenne poi nella serie televisiva Alice, ispirata proprio al film: dal 1976 al 1985, per tutte e nove le stagioni, Tayback fu un personaggio centrale della serie e forse il più amato, protagonista del tormentone «Vai a farti fottere Mel!» con il quale veniva apostrofato dalla cameriera Flo in quasi ogni puntata. Altre apparizioni storiche sono state quella in Arcibaldo, nei panni di Joe Tucker, un vecchio amico di Archie, e soprattutto quella nell'episodio Chicago anni 20 nella serie classica di Star Trek, nel ruolo del gangster Jojo Krako.
Apparve anche in alcune pubblicità, ad esempio in quella del dopobarba Aqua Velva, in cui era uno spettatore di una partita di baseball che urlava all'allora terza base dei Cincinnati Reds: «Ehi, Pete Rose! Cosa vuole veramente un uomo in una lozione dopobarba?». Uno dei suoi ultimi ruoli fu nel 1989 nel remake del videoclip della canzone Act Naturally di Buck Owens (e poi dei Beatles), con Buck Owens e Ringo Starr.
Tayback morì nel 1990, all'età di 60 anni, per un improvviso attacco di cuore. È sepolto nel cimitero Forest Lawn Memorial Park di Hollywood Hills a Los Angeles. Lasciò la moglie Sheila (sposata nel 1962) ed un figlio, Christopher, che dopo un breve tentativo di seguire le orme del padre, intraprese la carriera di avvocato conseguendo il B.A. presso la Notre Dame University e poi la laurea in giurisprudenza alla Harvard Law School, per poi divenire socio del prestigioso studio legale Quinn Emanuel di Los Angeles.

## Filmografia parziale

### Cinema
- Cinque settimane in pallone (Five Weeks in a Balloon), regia di Irwin Allen (1962)
- Strano incontro (Love with the Proper Stranger), regia di Robert Mulligan (1963)
- Alle donne piace ladro (Dead Heat on a Merry-Go-Round), regia di Bernard Girard (1966)
- Bullitt, regia di Peter Yates (1968)
- Il martello macchiato di sangue (Blood and Lace), regia di Philip S. Gilbert (1971)
- Il boss è morto (The Don Is Dead), regia di Richard Fleischer (1973)
- L'imperatore del Nord (Emperor of the North Pole), regia di Robert Aldrich (1973)
- Papillon, regia di Franklin J. Schaffner (1973)
- Una calibro 20 per lo specialista (Thunderbolt and Lightfoot), regia di Michael Cimino (1974)
- Alice non abita più qui (Alice Doesn't Live Here Anymore), regia di Martin Scorsese (1974)
- 40.000 dollari per non morire (The Gambler), regia di Karel Reisz (1974)
- Rapporto al capo della polizia (Report to the Commissioner), regia di Milton Katselas (1975)
- L'uccello tutto nero (The Black Bird), regia di David Giler (1975)
- Big Boss (Lepke), regia di Menahem Golan (1975)
- Quello strano cane... di papà (The Shaggy D.A.), regia di Robert Stevenson (1976)
- Il fantabus (The Fantabus), regia di James Frawley (1976)
- Una violenta dolce estate (Dark Victory), regia di Robert Butler (1976)
- Terrore nel buio (Mansion of the Doomed), regia di Michael Pataki (1976)
- Rapina...mittente sconosciuto (Special Delivery), regia di Paul Wendkos (1976)
- La gang della spider rossa (No Deposit, No Return), regia di Norman Tokar (1976)
- I ragazzi del coro (The Choirboys), regia di Robert Aldrich (1977)
- A proposito di omicidi... (The Cheape Detective), regia di Robert Moore (1978)
- La piramide di cristallo (Through the Magic Pyramid), regia di Ron Howard (1981)
- L'isola del tesoro (Treasure Island), regia di Raoul Ruiz (1985)
- Quelli dell'accademia militare (Weekend Warriors), regia di Bert Convy (1986)
- Una fabbrica di matti (The Underachievers), regia di Jackie Kong (1987)
- Charlie - Anche i cani vanno in paradiso (All Dogs Go to Heaven), regia di Don Bluth (1989)
- Beverly Hills Bodysnatchers, regia di Jonathan Mostow (1989)
- Seduttore a domicilio (Loverboy), regia di Joan Micklin Silver (1989)

### Televisione
- Lock-Up – serie TV, episodio 1x01 (1959)
- Indirizzo permanente (77 Sunset Strip) – serie TV, episodio 3x09 (1960)
- Sotto accusa (Arrest and Trial) – serie TV, episodio 1x19 (1964)
- Gli uomini della prateria (Rawhide) – serie TV, episodio 7x30 (1965)
- Tre nipoti e un maggiordomo (Family Affair) – serie TV, episodio 1x08 (1966)
- Capitan Nice (Captain Nice) – serie TV, episodio 1x06 (1967)
- Cimarron Strip – serie TV, episodio 1x05 (1967)
- Squadra speciale anticrimine (The Felony Squad) – serie TV, episodi 2x08-3x11 (1967-1968)
- Star Trek – serie TV, episodio 2x17 (1968)
- Lancer – serie TV, 2 episodi (1969)
- The Outsider – serie TV, episodio 1x21 (1969)
- Bonanza – serie TV, episodio 11x25 (1970)
- Colombo (Columbo) – serie TV, episodio 1x08 (1971)
- Gunsmoke – serie TV, 4 episodi (1967-1972)
- Khan – serie TV, 4 episodi (1975)
- Alice – serie TV, 202 episodi (1976-1985)
- Fantasilandia (Fantasy Island) – serie TV, 4 episodi (1979-1983)
- Love Boat (The Love Boat) – serie TV, 6 episodi (1979-1987)
- Un salto nel buio (Tales from the Darkside) - serie TV, episodi 1x02 e 4x20 (1984-1988)
- La signora in giallo (Murder, She Wrote) – serie TV, episodio 2x17 (1986)
- MacGyver – serie TV, episodio 5x16 (1990)

## Doppiatori italiani
Nelle versioni in italiano delle opere in cui ha recitato, Vic Tayback è stato doppiato da:
- Silvio Noto in 40.000 dollari per non morire, La gang della spider rossa
- Glauco Onorato in Quello strano cane... di papà, Charlie - Anche i cani vanno in paradiso
- Giancarlo Maestri in Bullitt
- Carlo Baccarini in Alice non abita più qui
- Giampiero Albertini in Alice (st. 1-7)
- Mario Maranzana in Alice (st. 8-9)
- Roberto Villa in A proposito di omicidi...
- Sergio Fiorentini in La signora in giallo
- Sandro Sardone in Seduttore a domicilio
- Massimiliano Lotti in 40.000 dollari per non morire (ridoppiaggio)